# Liatris patens
Liatris patens là một loài thực vật có hoa trong họ Cúc. Loài này được G.L.Nesom & Kral mô tả khoa học đầu tiên năm 2003.